# Campionati tedeschi di sci alpino 2001
I Campionati tedeschi di sci alpino 2001 si sono svolti ad Altenmarkt-Zauchensee (in Austria) e a Garmisch-Partenkirchen dal 15 al 25 marzo. Il programma ha incluso gare di discesa libera, supergigante, slalom gigante e slalom speciale, tutte sia maschili sia femminili.
Trattandosi di competizioni valide anche ai fini del punteggio FIS, vi hanno partecipato anche sciatori di altre federazioni, senza che questo consentisse loro di concorrere al titolo nazionale tedesco.

## Risultati

### Uomini

#### Discesa libera
| Pos. | Atleta                | Nazione   | Tempo   |
| ---- | --------------------- | --------- | ------- |
| 1    | Florian Eckert        | Germania  | 1:24,66 |
| 2    | Craig Branch          | Australia | 1:24,99 |
| 3    | Max Rauffer           | Germania  | 1:25,02 |
| 4    | Thorsten Götze        | Germania  | 1:25,13 |
| 5    | Martin Kraus          | Germania  | 1:25,60 |
| 6    | AJ Bear               | Australia | 1:25,73 |
| 7    | Johannes Stehle       | Germania  | 1:26,34 |
| 8    | Christian Prassberger | Germania  | 1:26,63 |
| 9    | Peter Strodl          | Germania  | 1:26,76 |
| 10   | Andreas Nadig         | Svizzera  | 1:26,87 |

Data: 15 marzo

Località: Altenmarkt-Zauchensee

#### Supergigante
| Pos. | Atleta                | Nazione     | Tempo   |
| ---- | --------------------- | ----------- | ------- |
| 1    | Jernej Reberšak       | Slovenia    | 1:21,88 |
| 2    | Josef Schild          | Austria     | 1:22,21 |
| 3    | Manfred Gstatter      | Austria     | 1:22,32 |
| 4    | Michael Walchhofer    | Austria     | 1:22,52 |
| 5    | Gregor Šparovec       | Slovenia    | 1:22,54 |
| 6    | Florian Eckert        | Germania    | 1:23,01 |
| 7    | Finlay Mickel         | Regno Unito | 1:23,20 |
| 8    | Hannes Reiter         | Austria     | 1:23,24 |
| 9    | Andreas Buder         | Austria     | 1:23,27 |
| 10   | Andreas Frank         | Austria     | 1:23,54 |
| 11   | Christian Prassberger | Germania    | 1:24,07 |
|      |                       |             |         |
| 14   | Thorsten Götze        | Germania    | 1:24,76 |

Data: 17 marzo

Località: Altenmarkt-Zauchensee

#### Slalom gigante
| Pos. | Atleta                | Nazione       | Tempo   |
| ---- | --------------------- | ------------- | ------- |
| 1    | Marco Pastore         | Germania      | 2:10,46 |
| 2    | Achim Vogt            | Liechtenstein | 2:11,63 |
| 3    | Stefan Stankalla      | Germania      | 2:11,64 |
| 4    | John Moulder-Brown    | Regno Unito   | 2:11,97 |
| 5    | Max Rauffer           | Germania      | 2:12,16 |
| 6    | Stanley Hayer         | Rep. Ceca     | 2:12,27 |
| 7    | Christian Prassberger | Germania      | 2:12,88 |
| 8    | Petr Záhrobský        | Rep. Ceca     | 2:12,91 |
| 9    | Martin Kraus          | Germania      | 2:12,97 |
| 10   | Johannes Stehle       | Germania      | 2:13,06 |

Data: 25 marzo

Località: Garmisch-Partenkirchen

#### Slalom speciale
| Pos. | Atleta            | Nazione     | Tempo   |
| ---- | ----------------- | ----------- | ------- |
| 1    | Andreas Ertl      | Germania    | 1:27,27 |
| 2    | Stanley Hayer     | Rep. Ceca   | 1:28,33 |
| 3    | Marco Pastore     | Germania    | 1:28,71 |
| 4    | Jendrek Stanek    | Germania    | 1:29,00 |
| 5    | Ondřej Bank       | Rep. Ceca   | 1:29,07 |
| 6    | Andreas Ampferer  | Austria     | 1:29,09 |
| 7    | Rogier Oosterbaan | Paesi Bassi | 1:29,11 |
| 8    | Niki Fürstauer    | Libano      | 1:29,22 |
| 9    | Florian Eckert    | Germania    | 1:29,26 |
| 10   | Harald de Man     | Paesi Bassi | 1:29,33 |

Data: 24 marzo

Località: Garmisch-Partenkirchen

### Donne

#### Discesa libera
| Pos. | Atleta               | Nazione       | Tempo   |
| ---- | -------------------- | ------------- | ------- |
| 1    | Maria Riesch         | Germania      | 1:27,90 |
| 2    | Christiane Bauer     | Germania      | 1:29,54 |
| 3    | Ellen Hild           | Germania      | 1:29,63 |
| 4    | Sabrina Beer         | Germania      | 1:29,73 |
| 5    | Christina Fehrenbach | Germania      | 1:29,96 |
| 6    | Susanne Beer         | Germania      | 1:30,75 |
| 7    | Katrin Luft          | Germania      | 1:30,77 |
| 8    | Stephanie Meli       | Svizzera      | 1:30,96 |
| 9    | Sarah Schädler       | Liechtenstein | 1:31,02 |
| 10   | Melanie Stich        | Germania      | 1:31,29 |

Data: 15 marzo

Località: Altenmarkt-Zauchensee

#### Supergigante
| Pos. | Atleta               | Nazione  | Tempo   |
| ---- | -------------------- | -------- | ------- |
| 1    | Maria Riesch         | Germania | 1:02,84 |
| 2    | Kathrin Hölzl        | Germania | 1:03,24 |
| 3    | Christiane Bauer     | Germania | 1:04,09 |
| 4    | Regina Grabner       | Austria  | 1:04,32 |
| 5    | Petra Strassegger    | Austria  | 1:04,34 |
| 6    | Eva Burger           | Germania | 1:04,48 |
| 7    | Kathrin Altmüller    | Austria  | 1:04,50 |
| 8    | Susanne Beer         | Germania | 1:04,94 |
| 9    | Christina Fehrenbach | Germania | 1:05,06 |
| 10   | Miriam Vogt          | Germania | 1:05,50 |

Data: 17 marzo

Località: Altenmarkt-Zauchensee

#### Slalom gigante
| Pos. | Atleta           | Nazione     | Tempo   |
| ---- | ---------------- | ----------- | ------- |
| 1    | Annemarie Gerg   | Germania    | 2:05,64 |
| 2    | Hilde Gerg       | Germania    | 2:05,94 |
| 3    | Petra Haltmayr   | Germania    | 2:06,31 |
| 4    | Kathrin Hölzl    | Germania    | 2:06,49 |
| 5    | Sabine Egger     | Austria     | 2:06,81 |
| 6    | Jeannette Korten | Australia   | 2:06,84 |
| 7    | Chemmy Alcott    | Regno Unito | 2:07,34 |
| 8    | Maria Riesch     | Germania    | 2:07,42 |
| 9    | Monika Knapp     | Italia      | 2:07,47 |
| 10   | Maren Günter     | Germania    | 2:07,50 |

Data: 24 marzo

Località: Garmisch-Partenkirchen

#### Slalom speciale
| Pos. | Atleta             | Nazione     | Tempo   |
| ---- | ------------------ | ----------- | ------- |
| 1    | Annemarie Gerg     | Germania    | 1:26,55 |
| 2    | Maria Riesch       | Germania    | 1:26,60 |
| 3    | Martina Ertl       | Germania    | 1:27,99 |
| 4    | Christiane Bauer   | Germania    | 1:28,61 |
| 5    | Stefanie Luckmaier | Germania    | 1:29,09 |
| 6    | Monika Knapp       | Italia      | 1:29,19 |
| 7    | Zuzana Smerčiaková | Slovacchia  | 1:31,40 |
| 8    | Susanne Beer       | Germania    | 1:31,96 |
| 9    | Angelique Moser    | Paesi Bassi | 1:32,04 |
| 10   | Iris Kolier        | Germania    | 1:34,20 |

Data: 25 marzo

Località: Garmisch-Partenkirchen